# Javiera Balmaceda
Javiera Balmaceda Pascal (nacida en 1972 en Chile) es una productora y economista chilena-estadounidense, que trabajó en particular en HBO Latinomérica y Amazon Studios y entre otras obras en la película Argentina, 1985.

## Biografía

### Vida personal y estudios
Javiera Balmaceda nació en Chile en el 1972. Sus padres son el doctor José Pedro Balmaceda y la psicóloga infantil Verónica Pascal, prima del líder del MIR Andrés Pascal, que se tuvo que esconder en su casa. En 1975, cuando tenía 3 años, su familia se exilió de Chile a Dinamarca y luego a Texas debido a la dictadura militar.Unos años después se mudaron a California.
Es la hermana mayor de los actores Pedro Pascal y Lux Pascal. Está casada con el productor argentino Fernando Gastón y tiene dos hijos.
Estudió en la Universidad de Wesleyan, con grado de estudios superiores en Artes y Economía.

### Carrera profesional
Antes de entrar al mundo del entretenimiento, trabajó en JP Morgan. Luego trabajó en el canal de animación japonesa Locomotion,en Claro Video, Comedy Central, Cartoon Network, y Boomerang. Entre 2014 y 2017, fue directora de programación de HBO Latinoamérica.En 2017, se unió a Amazon Studios, en el área de adquisiciones de contenido para América Latina, donde se desempeñó hasta convertirse en la responsable de producciones locales originales para América Latina, Canadá y Australia.Adicionalmente, supervisa el desarrollo del contenido y la producción de películas y televisión originales para Prime Video.En sus inicios en Amazon, lanzó el programa LOL México.
Participó al desarrollo de la serie biográfica Maradona: Sueño Bendito, de El Presidente y de La Jauría.
Impulsó la película Argentina 1985, que ganó Globo de Oro y que fue la primera película desarrollada por Amazon Studios en ser nominada al Oscar de la mejor película extranjera.
Trabajó en la primera trilogía cinematográfica chilena de Amazon, Sayen.

## Filmografía
- 2020: La Jauria[7]
- 2020: El Presidente[7]
- 2021: Maradona: sueño bendito[7]
- 2022: Noticia de un Secuestro[8]
- 2022: Argentina, 1985[7]
- 2023: Sayen[6]
- Pan y Circo
- El Juego de las Llaves
- Pimpinero: Sangre y Gasolina